# 黄条纹龙胆
黄条纹龙胆（学名：Gentiana gilvostriata），为龙胆科龙胆属下的一个植物变种。